# Copalis National Wildlife Refuge
Copalis National Wildlife Refuge je nejjižnější ze tří rezervací, které jsou známé jako Washingtonský námořní komplex rezervací, kam patří také rezervace Flattery Rocks a Quillayute Needles a který je skupinou 870 ostrovů, skal a útesů a zabírá téměř 200 kilometrů washingtonského pobřeží Pacifiku mezi mysem Flattery a Copalis Beach. Tyto ostrovy jsou uzavřeny veřejnosti, přestože jsou blízko vydatným zdrojům mořského jídla.
Jedná se o důležitou rezervaci, kde hnízdí a vyrůstají zástupci čtrnácti druhů mořských ptáků. Při migraci se jejich počet a počet bahňáků zvyšuje až na milion jedinců. V okolí ostrovů se vyskytují také lachtani, tuleni obecní, vydry mořské a velryby.
Rezervace byla původně otevřena jako Copalisská skalní rezervace v roce 1907 vládním příkazem Theodora Roosevelta. V roce 1940 byla přejmenována na National Wildlife Refuge prezidentským prohlášením.
Rezervace se nachází na území námořní rezervace Olympijské pobřeží a také se nachází v divočině Washington Islands. Tyto tři instituce spolupracují na průzkumech o hrozbách zdejším zdrojům.